# Туренн, Жан-Луи
Жан-Луи Туренн (фр. Jean-Louis Tourenne) — французский политик, сенатор, бывший президент Генерального совета департамента Иль и Вилен, член Социалистической партии Франции.

## Биография
Родился 25 августа 1944 года в коммуне Ла-Мезьер (департамент Иль и Вилен). В 1973 году профессор математики Жан-Луи Туренн впервые был избран в Генеральный совет департамента Иль и Вилен от кантона Эде,  став самым молодым советником. В 1983 году он был избран мэром своей родной коммуны Ла-Мезьер и занимал этот пост до мая 2004 года, когда ушел в отставку из-за невозможности совмещения мандатов.
После кантональных выборов 28 марта 2004 года, когда левые впервые с 1848 года получили большинство в Генеральном совете департамента Иль и Вилен, 1 апреля 2004 года был избран президентом Генерального совета. Сохранял этот пост после кантональных выборов 2008 и 2011 годов, в выборах в новый орган, Совет департамента Иль и Вилен, в марте 2015 года не участвовал.
Впервые Жан-Луи Турен боролся за мандат сенатора от департамента Иль и Вилен в 1998 году, когда он получил больше всего голосов из левых кандидатов, но все четыре сенаторских места достались правым. На выборах 2014 года он возглавил левый список, который занял второе место и получил два сенаторских мандата, один из которых достался ему. В Сенате он является членом Комиссии по социальным вопросам. 

## Занимаемые выборные должности
03.1973 — 28.03.2015 — член Генерального совета департамента Иль и Вилен от кантона Эде  

03.1983 — 05.2004 — мэр коммуны Ла-Мезьер 

01.04.2004 — 01.04.2015 — президент Генерального совета департамента Иль и Вилен  

с 01.10.2014 — сенатор от департамента Иль и Вилен 